# Edgar Lee Masters

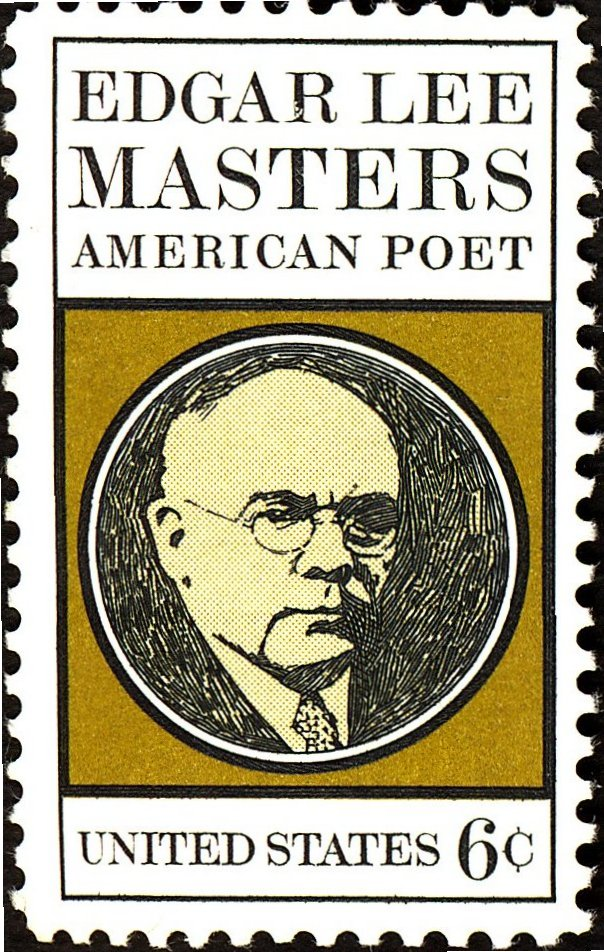

Edgar Lee Masters, född 23 augusti 1868 i Garnett, Kansas, död 5 mars 1950, var en amerikansk författare.  

## Biografi
Han växte upp i Lewistown, Illinois och studerade juridik. 1892 flyttade han till Chicago där han under några år var verksam som advokat. 
1898 utgav han sin första diktsamling A Book of Verses. När han läste grekiska epigram kom han på idén till sitt främsta verk Spoon River Anthology som består av gravskrifter över invånarna i den fiktiva staden Spoon River i Illinois. Dikterna publicerades som följetong i tidningen Reed's Mirror 1914-1915 och utkom som komplett samling 1915. Boken blev en stor succé, utkom i flera upplagor och är ett av de mest populära verken i den amerikanska poesins historia. 
Edgar Lee Masters lyckades aldrig följa upp succén med Spoon River Anthology, men utgav ytterligare 39 böcker som inkluderar romaner, skådespel, diktsamlingar samt biografier över bland andra Abraham Lincoln, Mark Twain och Walt Whitman. 

## Svenska översättningar
- Spoon River-antologin (översättning av Bertel Gripenberg) (Schildt ; Björck & Börjeson, 1927)
- Spoon river (översättning: Thomas Warburton) (Prisma, 1967)